# Bungo Suidō
El canal de Bungo (en japonés: 豊後水道, Bungo Suidō), a veces estrecho de Bungo, es un pasaje marino que separa las islas japonesas de Kyūshū y Shikoku. Conecta el océano Pacífico y el mar Interior de Seto. La parte más estrecha del canal es el estrecho de Hoyo.
La sección oriental del estrecho de Bungo se denomina mar de Uwa (宇和海 Uwa-kai?).

## Trivia
En el mundo anglosajón, el canal de Bungo es conocido por su papel en la película Run Silent, Run Deep (en español Torpedo), una película de 1958 sobre submarinos de la Segunda Guerra Mundial dirigida por Robert Wise y protagonizada por Burt Lancaster y Clark Gable.
- Datos: Q1197171
- Multimedia: Bungo Channel / Q1197171